# ヨーロッパ トラムの旅
『ヨーロッパ トラムの旅』（ヨーロッパ トラムのたび）は、NHKのテレビジョン放送で放送されている空き時間帯を利用して放送される基本60分のフィラー番組。BS8K及びBS4K→BSプレミアム4Kではより高精細度、高音質（5.1ch)の「8Kヨーロッパ トラムの旅」が放送される。

## 概要
欧州（ヨーロッパ）各地の都市を走る路面電車（トラム）と都市の街並みの映像と共に街の名所旧跡も紹介する。「8Kヨーロッパ トラムの旅」のみ語りが入り、「ヨーロッパ トラムの旅」は基本的に音楽と環境音のみでナレーションは無く名所などの名称と簡単な内容をテロップにて紹介する。
「8Kヨーロッパ トラムの旅」は2019年3月より放送開始、「ヨーロッパ トラムの旅」は2020年2月より放送開始し、総合テレビ、Eテレ、BS1→BSで放送される。
同じ都市でもトラムの走行する路線にあわせ複数の路線が別個に撮影されており、路線によって内容と映像は異なる。総合テレビ、Eテレ、BS1→BSで放送されている「ヨーロッパ トラムの旅」は「8Kヨーロッパ トラムの旅」の各都市での複数路線の内容を60分の内容に短くまとめて再編集しハイビジョン画質にした総集編となる。

## 放送リスト

### 8Kヨーロッパ トラムの旅
| 話      | タイトル                 | 初回放送日時(BS8K) | 初回放送日時(BS8K) | 初回放送日時(BS8K) | 番組概要 | 番組詳細内容 | 語り       |
| 話      | タイトル                 | 年月日             | 曜                 | 時間               | 番組概要 | 番組詳細内容 | 語り       |
| ------- | ------------------------ | ------------------ | ------------------ | ------------------ | --- | --- | ---------- |
| File.1  | ポルトガル・リスボン     | 2019年 03月31日    | 日                 | 18:00-19:00        | 8Kヨーロッパ トラムの旅。8Kの高精細の映像、異国を旅しトラムに乗り合わせたかのような臨場感をお届け。今回はポルトガル・リスボンの街を旅する。                    | 8Kヨーロッパ トラムの旅。8Kの高精細の映像、異国を旅しトラムに乗り合わせたかのような臨場感をお届け。今回はポルトガル・リスボンの街を旅する。 |            |
| File.2  | ポルトガル・リスボン     | 2019年 03月31日    | 日                 | 19:00-20:00        | 8Kヨーロッパ トラムの旅。8Kの高精細の映像、異国を旅しトラムに乗り合わせたかのような臨場感をお届け。今回はポルトガル・リスボンの街を旅する。                    | 8Kヨーロッパ トラムの旅。8Kの高精細の映像、異国を旅しトラムに乗り合わせたかのような臨場感をお届け。今回はポルトガル・リスボンの街を旅する。 |            |
| File.3  | チェコ・プラハ           | 08月3日            | 土                 | 23:20-24:20        | 8Kの高精細映像と5.1チャンネルの臨場感あふれる音でお届けするヨーロッパ・トラムの旅。今回は世界遺産の街チェコ・プラハ3系統、17系統を旅する。                     | 8Kの高精細映像と5.1チャンネルの臨場感あふれる音でお届けするヨーロッパ・トラムの旅。あたかも旅の途中にトラムに乗り込んだような臨場感。車窓から見る美しいヨーロッパの街並み。トラム沿いにある街の名所旧跡も巡る1時間。街の人が教えてくれるおススメスポットも。今回は、中世の街並みが美しい世界遺産の街チェコ・プラハ。プラハ南北を結ぶ3系統、ブルトヴァ川沿いに南北の住宅地を結ぶ17系統を旅する。            |            |
| File.4  | チェコ・プラハ           | 08月4日            | 日                 | 21:00-22:00        | 8Kの高精細映像と5.1チャンネルの臨場感あふれる音でお届けするヨーロッパ・トラムの旅。今回は、チェコ・プラハを東西に横断しプラハ城に至る22系統を旅する。          | 8Kの高精細映像と5.1チャンネルの臨場感あふれる音でお届けするヨーロッパ・トラムの旅。あたかも旅の途中にトラムに乗り込んだような臨場感。車窓から見る美しいヨーロッパの街並み。トラム沿いにある街の名所旧跡も巡る１時間。街の人が教えてくれるおススメスポットも。今回は中世の街並みが美しい世界遺産の街チェコ・プラハ。プラハを東西に横断しプラハ城に至る22系統を旅する。                                      |            |
| File.5  | オランダ・アムステルダム | 08月11日           | 日                 | 20:00-21:00        | 8Kの高精細映像と5.1チャンネルの臨場感あふれる音でお届けするヨーロッパ・トラムの旅。今回はオランダ・アムステルダム2系統を旅する。                               | 8Kの高精細映像と5.1チャンネルの臨場感あふれる音でお届けするヨーロッパ・トラムの旅。あたかも旅の途中にトラムに乗り込んだような臨場感。車窓から見る美しいヨーロッパの街並み。トラム沿いにある街の名所旧跡も巡る１時間。街の人が教えてくれるおススメスポットも。今回は国際的に有名な雑誌が「世界で最も美しいルートを走る路面電車」に選んだオランダ・アムステルダム2系統を旅する。                             |            |
| File.6  | オランダ・アムステルダム | 08月11日           | 日                 | 21:00-22:00        | 8Kの高精細映像と5.1チャンネルの臨場感あふれる音でお届けするヨーロッパ・トラムの旅。今回はオランダ・アムステルダム2系統、14系統を旅する。                       | 8Kの高精細映像と5.1チャンネルの臨場感あふれる音でお届けするヨーロッパ・トラムの旅。あたかも旅の途中にトラムに乗り込んだような臨場感。車窓から見る美しいヨーロッパの街並み。今回はオランダ・アムステルダムを旅する。2系統から、14番線に乗り換えて終点のフレボ公園を目指す。道中車窓から楽しめるのは、旧証券取引所に、王宮のあるダム広場、レンブラント広場など。名所を網羅する60分のトラム体験。             |            |
| File.7  | ドイツ・ライプチヒ       | 08月18日           | 日                 | 20:00-21:00        | 8Kの高精細映像と5.1チャンネルの臨場感あふれる音でお届けするヨーロッパ・トラムの旅。今回はドイツ、芸術家の街ライプチヒ4番線、14番線を旅する。                   | 8Kの高精細映像と5.1チャンネルの臨場感あふれる音でお届けするヨーロッパ・トラムの旅。あたかも旅の途中にトラムに乗り込んだような臨場感。車窓から見る美しいヨーロッパの街並み。トラム沿いにある街の名所旧跡も巡る1時間。街の人が教えてくれるおススメスポットも。今回はドイツ、ライプチヒ。バッハをはじめ、ドイツを代表する音楽家たちが集った文化都市。芸術家たちゆかりの場所をめぐる1時間のトラム体験。        |            |
| File.8  | ドイツ・ドレスデン       | 08月18日           | 日                 | 21:00-22:00        | 8Kの高精細映像と5.1チャンネルの臨場感あふれる音でお届けするヨーロッパ・トラムの旅。今回はドイツの古都ドレスデン11番線を旅する。                                | 8Kの高精細映像と5.1チャンネルの臨場感あふれる音でお届けするヨーロッパ・トラムの旅。あたかも旅の途中にトラムに乗り込んだような臨場感。車窓から見る美しいヨーロッパの街並み。トラム沿いにある街の名所旧跡も巡る１時間。街の人が教えてくれるおススメスポットも。今回はドイツ、ドレスデン。ドレスデンは18世紀、ザクセン公国時代の古都。11番線のトラムでその華やかな時代の雰囲気を堪能する。                    |            |
| File.9  | オーストリア・ウィーン   | 08月25日           | 日                 | 20:00-21:00        | 8Kの高精細映像と5.1チャンネルの臨場感あふれる音でお届けするヨーロッパ・トラムの旅。今回はオーストリア、ウィーン。華麗な文化に触れる2系統と10系統を旅する       | 8Kの高精細映像と5.1チャンネルの臨場感あふれる音でお届けするヨーロッパ・トラムの旅。あたかも旅の途中にトラムに乗り込んだような臨場感。車窓から見る美しいヨーロッパの街並み。トラム沿いにある街の名所旧跡も巡る１時間。街の人が教えてくれるおススメスポットも。今回はオーストリア、ウィーン。かつてハプスブルク家が統治した大帝国がもたらした華麗なる文化に触れることができる2系統と10系統を旅する。         |            |
| File.10 | オーストリア・ウィーン   | 08月25日           | 日                 | 21:00-22:00        | 8Kの高精細映像と5.1チャンネルの臨場感あふれる音でお届けするヨーロッパ・トラムの旅。今回はオーストリア、ウィーン。芸術と街の変遷をたどるD系統を旅する。         | 8Kの高精細映像と5.1チャンネルの臨場感あふれる音でお届けするヨーロッパ・トラムの旅。今回はオーストリア、ウィーン。景色が多彩と人気のＤ系統。始点はベートーヴェンの胸像が立つヌスドルフ。オーストリアを代表する建築家、オットー・ワグナーが手がけた鉄橋をくぐり、ブルグ劇場を経て地下鉄カールス広場駅へ。ゴールのベルヴェデーレ宮殿にはウィーン分離派の中心人物クリムトの代表作「接吻」が収められている。    |            |
| File.11 | ハンガリー・ブダペスト   | 010月13日          | 日                 | 19:00-20:00        | 8Kの高精細映像と5.1チャンネルの臨場感あふれる音でお届けするヨーロッパ・トラムの旅。今回はハンガリーの首都ブダペスト。2系統と4、6系統を旅する。                 | 8Kの高精細映像と5.1チャンネルの臨場感あふれる音でお届けするヨーロッパ・トラムの旅。あたかも旅の途中にトラムに乗り込んだような臨場感。車窓から見る美しいヨーロッパの街並み。トラム沿いにある街の名所旧跡も巡る１時間。街の人が教えてくれるおススメスポットも。今回、旅をするのはハンガリーの首都ブダペスト。街の中心を流れるドナウ川の東側、ペスト地区を走る2系統と4、6系統を旅する。                       |            |
| File.12 | ハンガリー・ブダペスト   | 010月20日          | 日                 | 19:00-20:00        | 8Kの高精細映像と5.1チャンネルの臨場感あふれる音でお届けするヨーロッパ・トラムの旅。今回はハンガリーの首都ブダペスト。19系統と49系統を旅する。                  | 8Kの高精細映像と5.1チャンネルの臨場感あふれる音でお届けするヨーロッパ・トラムの旅。あたかも旅の途中にトラムに乗り込んだような臨場感。車窓から見る美しいヨーロッパの街並み。トラム沿いにある街の名所旧跡も巡る１時間。街の人が教えてくれるおススメスポットも。今回、旅をするのはハンガリーの首都ブダペスト。ドナウ川の西、ブダ地区を南北に走る19系統とブダ地区とペスト地区を結ぶ49系統を旅する。            |            |
| File.13 | エストニア・タリン       | 010月27日          | 日                 | 18:00-19:00        | 8Kの高精細映像と5.1チャンネルの臨場感あふれる音でお届けするヨーロッパ・トラムの旅。今回はバルト海に面したエストニアの首都タリン。1系統と3系統を旅する。        | 8Kの高精細映像と5.1チャンネルの臨場感あふれる音でお届けするヨーロッパ・トラムの旅。あたかも旅の途中にトラムに乗り込んだような臨場感。車窓から見る美しいヨーロッパの街並み。トラム沿いにある街の名所旧跡も巡る1時間。街の人が教えてくれるおススメスポットも。今回はバルト海に面したエストニアの首都、タリン海沿いから旧市街を抜ける1系統と繁華街や旧市街の名所を通る3系統を旅する。                         | 鬼頭あゆみ |
| File.14 | ラトビア・リガ           | 011月3日           | 日                 | 19:00-20:00        | 8Kの高精細映像と5.1チャンネルの臨場感あふれる音でお届けするヨーロッパ・トラムの旅。今回はバルト三国の一国ラトビアの首都、リガの10系統と11系統を旅する。        | 8Kの高精細映像と5.1チャンネルの臨場感あふれる音でお届けするヨーロッパ・トラムの旅。あたかも旅の途中にトラムに乗り込んだような臨場感。車窓から見る美しいヨーロッパの街並み。トラム沿いにある街の名所旧跡も巡る1時間。今回は、バルト三国の一国、ラトビアの首都“バルト海の真珠”と讃えられる美しい街並み、リガ。ダウガヴァ川の西側からリガの中央市場まで走る10系統と、主に市街地を走る11系統を旅する。         | 鬼頭あゆみ |
| File.15 | フィンランド・ヘルシンキ | 011月10日          | 日                 | 19:00-20:00        | 8Kの高精細映像と5.1チャンネルの臨場感あふれる音でお届けするヨーロッパ・トラムの旅。今回は北欧フィンランドの首都、ヘルシンキの4系統、8系統を旅する。            | 8Kの高精細映像と5.1チャンネルの臨場感あふれる音でお届けするヨーロッパ・トラムの旅。今回、旅するのは北欧フィンランドの首都、ヘルシンキ。歴史的建造物と、近代的な北欧建築に豊かな自然が調和した街並みは、他の欧州の国にはない独特な景観を生んでいる。博物館や文化施設が集まり文化に触れる4系統と、古き良き街並みが残るヴァッリラ地区から陶器作りで世界的に知られるアラビア地区までをめぐる8系統を旅する。    | 鬼頭あゆみ |
| File.16 | フィンランド・ヘルシンキ | 012月10日          | 火                 | 20:30-21:30        | 8Kの高精細映像と5.1チャンネルの臨場感あふれる音でお届けするヨーロッパ・トラムの旅。今回は北欧フィンランドの首都、ヘルシンキの3系統と2系統を旅する。            | 8Kの高精細映像と5.1チャンネルの臨場感あふれる音でお届けするヨーロッパ・トラムの旅。今回、旅するのは北欧フィンランドの首都、ヘルシンキ。フィンランドとスウェーデンを結ぶフェリーの発着所が旅のスタート地点。八の字を描いて走る2系統と3系統は特に利用者が多い人気路線。3系統に乗車し、中央駅やハカニエミ市場を経て、2系統に乗り換える。フィンランドの歴史と人々の暮らしに触れる旅。                          | 鬼頭あゆみ |
| File.17 | ブルガリア・ソフィア     | 2020年 01月26日    | 日                 | 19:00-20:00        | 8Kの高精細映像と5.1チャンネルの臨場感あふれる音でお届けするヨーロッパ・トラムの旅。今回は東ヨーロッパ、ブルガリアの首都ソフィアの22系統と7系統を旅する。       | 8Kの高精細映像と5.1チャンネルの臨場感あふれる音でお届けするヨーロッパ・トラムの旅。今回は黒海に面した東ヨーロッパの国、ブルガリアの首都、ソフィア。郊外と旧市街を東西に結び、ソフィアの歴史と芸術に触れる２２系統と、ソフィアの文化の発信地、国立文化宮殿を通り、住宅街を抜け世界遺産のボヤナ教会街を目指す7系統を、あたかも旅の途中にトラムに乗り込んだような臨場感でお届けする。                         | 鬼頭あゆみ |
| File.18 | ブルガリア・ソフィア     | 02月2日            | 日                 | 17:00-18:00        | 8Kの高精細映像と5.1チャンネルの臨場感あふれる音でお届けするヨーロッパ・トラムの旅。今回はブルガリアの首都ソフィアの12系統と10系統を旅する。                    | 8Kの高精細映像と5.1チャンネルの臨場感あふれる音でお届けするヨーロッパ・トラムの旅。今回は黒海に面した東ヨーロッパの国、ブルガリアの首都、ソフィア。郊外のイリヤンツィ地区から旧市街の真ん中を通り、緑あふれる広大なボリス公園へ向かう観光名所目白押しの12系統と、自然豊かな森の中を抜けソフィア動物園を目指す10系統を、あたかも旅の途中にトラムに乗り込んだような臨場感でお届けする。                      | 鬼頭あゆみ |
| File.19 | イタリア・ローマ         | 02月9日            | 日                 | 17:00-18:00        | ヨーロッパ・トラムの旅。今回はイタリアの首都、ローマの3系統。トラステヴェレ駅から、ローマが世界に誇る名所をめぐり、マッジョーレ門までを旅する。                | 8Kの高精細映像と5.1チャンネルの臨場感あふれる音でお届けするヨーロッパ・トラムの旅。今回はイタリアの首都、ローマの3系統。トラステヴェレ駅を出発し、コロッセオやローマの5大聖堂のひとつ、サン・ジョヴァンニ・イン・ラテラーノ大聖堂など、ローマが世界に誇る名所をめぐり、マッジョーレ門までを旅する。一度は訪れたい憧れの名所ばかりを、あたかも旅の途中にトラムに乗り込んだような臨場感でお届けする。        | 鬼頭あゆみ |
| File.20 | イタリア・ローマ         | 02月16日           | 日                 | 17:00-18:00        | ヨーロッパ・トラムの旅。今回はイタリアの首都、ローマの3系統。マッジョーレ門から、市民にとって憩いの場として人気のボルゲーゼ公園までを旅する。                  | 8Kの高精細映像と5.1チャンネルの臨場感あふれる音でお届けするヨーロッパ・トラムの旅。今回はイタリアの首都、ローマの3系統を旅する。マッジョーレ門を出発し、ローマ5大聖堂の1つ、サン・ロレンツォ・フォーリ・レ・ムーラ聖堂やサピエンツァ大学を経て、市民の憩いの場、ボルゲーゼ公園を目指す。ほかにも地元の人のみぞ知る穴場を、あたかも旅の途中にトラムに乗り込んだような臨場感でお届けする。                   | 鬼頭あゆみ |
| File.21 | ポーランド・クラクフ     | 02月21日           | 日                 | 17:00-18:00        | 8Kの高精細映像と5.1チャンネルの臨場感あふれる音でお届けするヨーロッパ・トラムの旅。今回は観光でも人気のポーランドの古都、クラクフを2つの路線で旅する。         | 8Kの高精細映像でお届けするヨーロッパ・トラムの旅。今回はヨーロッパ大陸の中央に位置するポーランド第3の都市、クラクフ。住宅街から観光客に人気のクラクフ旧市街を回り、映画『シンドラーのリスト』のロケ地であるユダヤ人街カジミェシュ地区を通る18系統、金融機関がオフィスを構える新市街を通り、最大の観光名所ヴァヴェル城へと走る72系統に乗車。あたかも旅の途中にトラムに乗り込んだような臨場感でお届けする。  | 中山果奈   |
| File.22 | ポーランド・クラクフ     | 03月01日           | 日                 | 17:00-18:00        | 8Kの高精細映像と5.1チャンネルの臨場感あふれる音でお届けするヨーロッパ・トラムの旅。今回はポーランドの古都クラクフの多彩な表情を求めて、3つの路線で旅する。     | 8Kの高精細映像と5.1チャンネルの臨場感あふれる音でお届けするヨーロッパ・トラムの旅。今回はヨーロッパ大陸の中央に位置するポーランドの古都、クラクフ。世界の観光客に人気の旧市街を目指し、さらに、街の西にある“市民の憩いの場”として知られる広大な緑地が広がる地域へと向かう。クラクフの歴史遺産を堪能した後は、街を一望できる丘を目指す。悠久の歴史に彩られた晩秋の古都クラクフの様々な表情を堪能する。      | 中山果奈   |
| File.23 | ドイツ・ベルリン         | 03月08日           | 日                 | 17:00-18:00        | 8Kの高精細映像と臨場感あふれる音でお届けするヨーロッパ・トラムの旅。今回はドイツの首都ベルリン。歴史的中心街から流行発信地まで。新旧の名所を巡る路線で旅する。 | 8Kの高精細映像でお届けするヨーロッパ・トラムの旅。今回はドイツの首都、ベルリン。東ベルリンの住宅街から中心街を通る人気路線、M1系統に乗車し、話題のショッピングエリアやブランデンブルク門などの歴史的建造物を訪ねた後、M5系統に乗り換える。ベルリン大聖堂や赤の市庁舎といった名所を巡ったのち、街のシンボル、テレビ塔をめざす。あたかも旅の途中にトラムに乗り込んだような臨場感でお届けする。               | 中山果奈   |
| File.24 | ドイツ・ベルリン         | 03月15日           | 日                 | 17:00-18:00        | 8Kの高精細映像と臨場感あふれる音でお届けするヨーロッパ・トラムの旅。今回はドイツの首都、ベルリン。旧西ベルリン側を走る希少な路線で冷戦時代の歴史に触れる旅。   | 8Kの高精細映像でお届けするヨーロッパ・トラムの旅。今回はドイツの首都、ベルリン。今回乗車するのは、西ベルリンに位置するクラーラ・ヤシュケ通り停留所を出発し、ベルリンの壁記念館やシュタージ博物館、イーストサイド・ギャラリーなどの名所を巡るM10系統。ごく一部の区間だけ西ベルリンを走る数少ない路線でベルリンの歴史に触れる旅を、あたかも旅の途中にトラムに乗り込んだような臨場感でお届けする。            | 中山果奈   |
| File.25 | セルビア・ベオグラード   | 03月22日           | 日                 | 17:00-18:00        | 8Kの高精細映像と臨場感あふれる音でお届けするヨーロッパ・トラムの旅。今回はバルカン半島の中央に位置するセルビアの首都、ベオグラード。街の変遷と歴史に触れる旅。 | 8Kの高精細映像でお届けするヨーロッパ・トラムの旅。今回はセルビアの首都、ベオグラード。サヴァ川とドナウ川、2つの大河が交差する地に築かれたため、古くからバルカン半島の交通の要衝として栄えて来た。また、様々な民族がこの地を支配した結果、独自の文化が花開いた。南部の住宅街からユーゴスラビア博物館や聖サヴァ教会などの名所をめぐり、ノヴィ・ベオグラード地区を目指す。街の歴史とその変遷に触れる旅。      | 中山果奈   |
| File.26 | セルビア・ベオグラード   | 03月29日           | 日                 | 17:00-18:00        | 8Kの高精細映像と臨場感あふれる音でお届けするヨーロッパ・トラムの旅。今回はバルカン半島の中央に位置するセルビアの首都、ベオグラード。旧跡から新名所をめぐる旅。 | 8Kの高精細映像でお届けするヨーロッパ・トラムの旅。今回はバルカン半島の中央に位置するセルビアの首都、ベオグラード。ローマ人やスラブ人など様々な民族がこの地を支配した結果、独自の文化が花開いた。ベオグラード動物園前から、カラメグダン公園や大天使ミカエル教会などの旧市街の名所を訪ねたあと、ドナウ川をめざす。近年外国からの観光客も増えつつあるベオグラード。訪れる人に人気の旧跡から新名所をめぐる旅。 | 中山果奈   |

### ヨーロッパ トラムの旅
| タイトル                 | 8Kでの放送回 | 番組概要 | 番組詳細内容 |
| ------------------------ | ------------ | --- | --- |
| チェコ・プラハ           | File.3-4     | 欧州各地の都市を走る路面電車・トラム。車窓から見る美しいヨーロッパの街並み。街の名所旧跡も巡る1時間。今回は、チェコ・プラハを旅する。           | 欧州各地の都市を走る路面電車・トラム。どこか懐かしくレトロなたたずまいは、旅人をひきつけてやまない。街の中心部を走るので、名所巡りも車窓から楽しめる。トラムを乗りこなせれば街の観光は楽々。ヨーロッパにはトラムで巡りたくなる素敵（すてき）な街があふれている。あたかもトラムに乗っているかのような感覚で、車窓を楽しむリアル・トラム体験の1時間。今回はチェコ・プラハを旅する。           |
| オランダ・アムステルダム | File.5-6     | 欧州各地の都市を走る路面電車・トラム。車窓から見る美しいヨーロッパの街並み。街の名所旧跡も巡る1時間。今回は、オランダ・アムステルダムを旅する。 | 欧州各地の都市を走る路面電車・トラム。どこか懐かしくレトロなたたずまいは、旅人をひきつけてやまない。街の中心部を走るので、名所巡りも車窓から楽しめる。トラムを乗りこなせれば街の観光は楽々。ヨーロッパにはトラムで巡りたくなる素敵（すてき）な街があふれている。あたかもトラムに乗っているかのような感覚で、車窓を楽しむリアル・トラム体験の1時間。今回はオランダ・アムステルダムを旅する。 |
| オーストリア・ウィーン   | File.9-10    | 欧州各地の都市を走る路面電車・トラム。車窓から見る美しいヨーロッパの街並み。街の名所旧跡も巡る1時間。今回は、オーストリア・ウィーンを旅する。   | 欧州各地の都市を走る路面電車・トラム。どこか懐かしくレトロなたたずまいは、旅人をひきつけてやまない。街の中心部を走るので、名所巡りも車窓から楽しめる。トラムを乗りこなせれば街の観光は楽々。ヨーロッパにはトラムで巡りたくなる素敵（すてき）な街があふれている。あたかもトラムに乗っているかのような感覚で、車窓を楽しむリアル・トラム体験の1時間。今回はオーストリア・ウィーンを旅する。   |
| ハンガリー・ブダペスト   | File.11-12   | 欧州各地の都市を走る路面電車・トラム。車窓から見る美しいヨーロッパの街並み。街の名所旧跡も巡る１時間。今回は、ハンガリー・ブダペストを旅する。  | 欧州各地の都市を走る路面電車・トラム。どこか懐かしくレトロなたたずまいは、旅人をひきつけて止まない。街の中心部を走るので、名所巡りも車窓から楽しめる。トラムを乗りこなせれば街の観光は楽々。ヨーロッパにはトラムで巡りたくなるすてきな街があふれている。あたかもトラムに乗っているかのような感覚で、車窓を楽しむリアル・トラム体験の1時間。今回は、ハンガリー・ブダペストを旅する。         |
| フィンランド・ヘルシンキ | File.15-16   | 欧州各地の都市を走る路面電車・トラム。車窓から見る美しいヨーロッパの街並み。街の名所旧跡も巡る1時間。今回は、フィンランド・ヘルシンキを旅する。 | 欧州各地の都市を走る路面電車・トラム。どこか懐かしくレトロなたたずまいは、旅人をひきつけてやまない。街の中心部を走るので、名所巡りも車窓から楽しめる。トラムを乗りこなせれば街の観光は楽々。ヨーロッパにはトラムで巡りたくなる素敵（すてき）な街があふれている。あたかもトラムに乗っているかのような感覚で、車窓を楽しむリアル・トラム体験の1時間。今回はフィンランド・ヘルシンキを旅する。 |
| ブルガリア・ソフィア     | File.17-18   | 欧州各地の都市を走る路面電車・トラム。車窓から見る美しいヨーロッパの街並み。街の名所旧跡も巡る1時間。今回は、ブルガリア・ソフィアを旅する。     | 欧州各地の都市を走る路面電車・トラム。どこか懐かしくレトロなたたずまいは、旅人をひきつけてやまない。街の中心部を走るので、名所巡りも車窓から楽しめる。トラムを乗りこなせれば街の観光は楽々。ヨーロッパにはトラムで巡りたくなる素敵（すてき）な街があふれている。あたかもトラムに乗っているかのような感覚で、車窓を楽しむリアル・トラム体験の1時間。今回は、ブルガリア・ソフィアを旅する。   |
| イタリア・ローマ         | File.19-20   | 欧州各地の都市を走る路面電車・トラム。車窓から見る美しいヨーロッパの街並み。街の名所旧跡も巡る1時間。今回は、イタリア・ローマを旅する。         | 欧州各地の都市を走る路面電車・トラム。どこか懐かしくレトロなたたずまいは、旅人をひきつけてやまない。街の中心部を走るので、名所巡りも車窓から楽しめる。トラムを乗りこなせれば街の観光は楽々。ヨーロッパにはトラムで巡りたくなる素敵（すてき）な街があふれている。あたかもトラムに乗っているかのような感覚で、車窓を楽しむリアル・トラム体験の1時間。今回はイタリア・ローマを旅する。         |
| ポーランド・クラクフ     | File.21-22   | 欧州各地の都市を走る路面電車・トラム。車窓から見る美しいヨーロッパの街並み。街の名所旧跡も巡る1時間。今回は、ポーランド・クラクフを旅する。     | 欧州各地の都市を走る路面電車・トラム。どこか懐かしくレトロなたたずまいは、旅人をひきつけてやまない。街の中心部を走るので、名所巡りも車窓から楽しめる。トラムを乗りこなせれば街の観光は楽々。ヨーロッパにはトラムで巡りたくなるすてきな街があふれている。あたかもトラムに乗っているかのような感覚で、車窓を楽しむリアル・トラム体験の1時間。今回は、ポーランド・クラクフを旅する。           |
| ドイツ・ベルリン         | File.23-24   | 欧州各地の都市を走る路面電車・トラム。車窓から見る美しいヨーロッパの街並み。街の名所旧跡も巡る1時間。今回は、ドイツ・ベルリンを旅する。         | 欧州各地の都市を走る路面電車・トラム。どこか懐かしくレトロなたたずまいは、旅人をひきつけて止まない。街の中心部を走るので、名所巡りも車窓から楽しめる。トラムを乗りこなせれば街の観光は楽々。ヨーロッパにはトラムで巡りたくなるすてきな街があふれている。あたかもトラムに乗っているかのような感覚で、車窓を楽しむリアル・トラム体験の1時間。今回は、ドイツ・ベルリンを旅する。               |
| セルビア・ベオグラード   | File.25-26   | 欧州各地の都市を走る路面電車・トラム。車窓から見る美しいヨーロッパの街並み。街の名所旧跡も巡る1時間。今回は、セルビア・ベオグラードを旅する。   | 欧州各地の都市を走る路面電車・トラム。どこか懐かしくレトロなたたずまいは、旅人をひきつけて止まない。街の中心部を走るので、名所巡りも車窓から楽しめる。トラムを乗りこなせれば街の観光は楽々。ヨーロッパにはトラムで巡りたくなる素敵（すてき）な街があふれている。あたかもトラムに乗っているかのような感覚で、車窓を楽しむリアル・トラム体験の1時間。今回は、セルビア・ベオグラードを旅する。 |